# Рибацька пристань (Сан-Франциско)

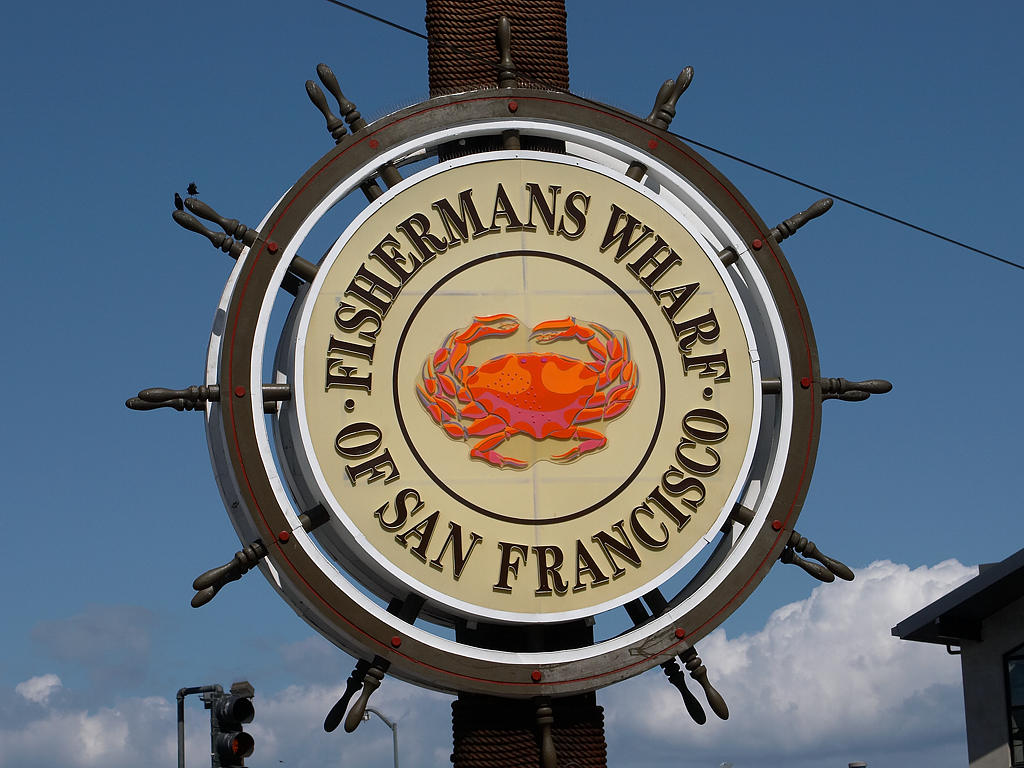
Емблема «Рибацької пристані»

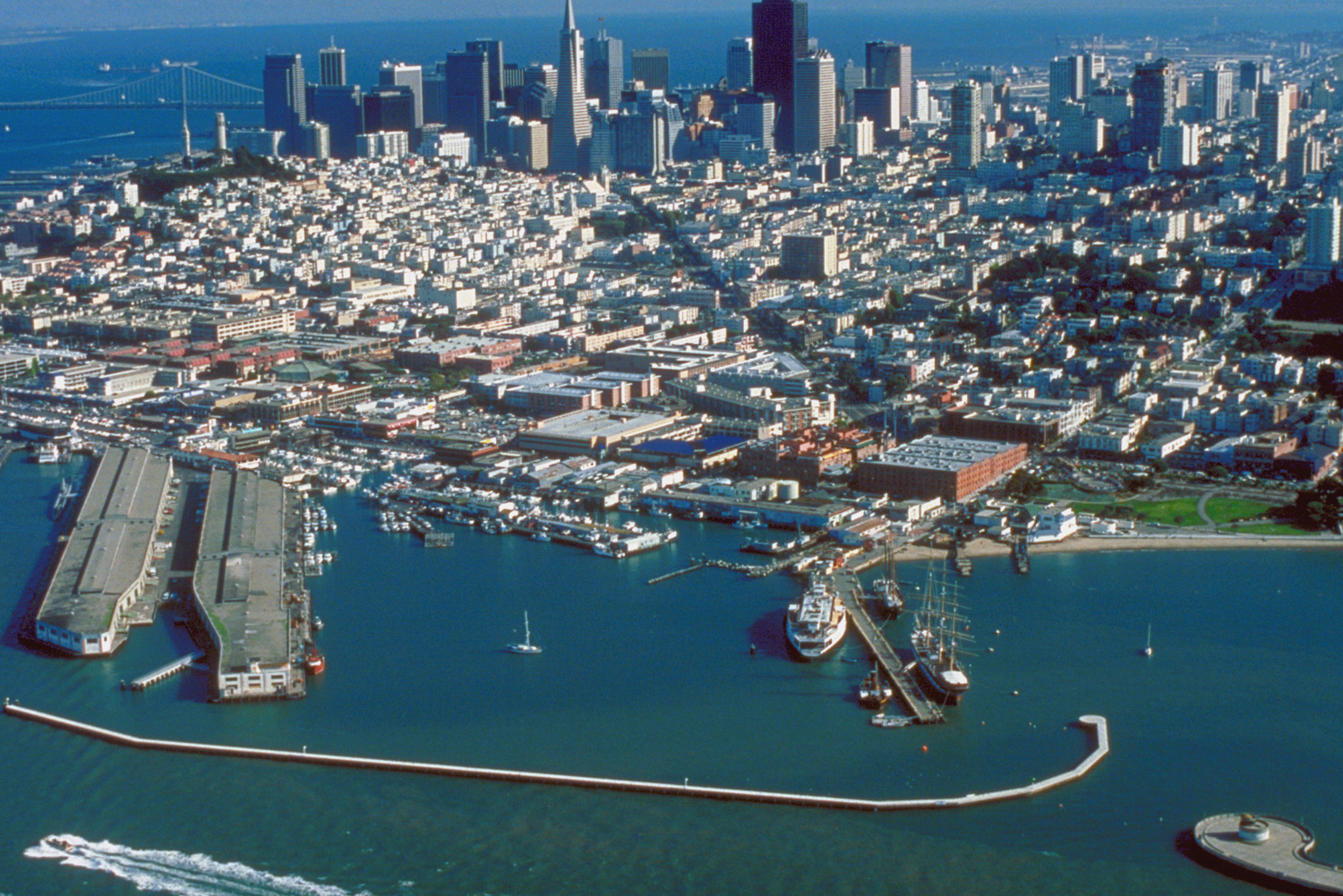
Вигляд «Рибальської пристані» з повітря

Рибальська пристань (англ. Fisherman's Wharf) — район міста Сан-Франциско (Каліфорнія, США), відомий як популярна туристична пам'ятка та місце відпочинку мешканців міста.
Район приблизно охоплює північну прибережну смугу міста, від площі Джірарделі або авеню Ван-Несс на заході до пірса 35 або вулиці Карні на сході. Тут розташований пірс 39, Національний морський музей Сан-Франциско, торговий центр Каннері, площа Джірарделі, музей Ripley's Believe it or Not, Musée Mécanique, музей воскових фігур та багато ресторанів, де подають свіжі морепродукти, зокрема крабів та суп клем-чаудер, що подається в тарілці з кислого хлібу. Біля пірса 45 розташована церква пам'яті «втраченого рибалки».
До Рибальської пристані можна добратися міським трамваєм (маршрут F Market) або кабельним трамвайчиком (маршрути Powell-Hyde, Powell-Mason). Поруч розташовані й інші популярні туристичні пам'ятки місця, такі як «Чайнатаун» («Китайське місто»), вулиця Ломбард, Норт-Біч («північний пляж») та інші. Також від Рибальської пристані ходить катер на острів Алькатрас.
Тут приводяться багато святкових подій міста, включаючи відомі феєрверки на День Незалежності (4 липня) та Новий Рік, звідси відкривається найкращий вид регати, що регулярно приводиться в затоці Сан-Франциско.
| США | Це незавершена стаття з географії США. Ви можете допомогти проєкту, виправивши або дописавши її. |

37°48′30″ пн. ш. 122°24′56″ зх. д. / 37.80833° пн. ш. 122.41556° зх. д.